# Rio delle Tagliole
Il Rio delle Tagliole è il braccio maggiore del Torrente Scoltenna, che a sua volta è il braccio maggiore del Fiume Panaro.

## Il corso del Torrente Tagliole
Il Rio delle Tagliole, durante tutti i 13,5 km del suo corso, attraversa la parte meridionale del comune di Pievepelago. I numerosissimi affluenti e la piovosità frequente conferiscono al torrente una portata elevata, data la sua lunghezza.

### Corso superiore
Il corso superiore del Torrente delle Tagliole è caratterizzato da una pendenza elevata e un letto ancora non ben definito, per un fossetto che pian piano si arricchisce dei torrentelli provenienti dal Monte Rondinaio e dai laghi Lago Santo, Lago Baccio e Turchino. Le numerosi sorgenti, quali la Fonte Rondinaia (1707 m s.l.m., la Fonte Ricca (1507 m s.l.m.) e la Fonte Acqua Fredda(1600 m s.l.m.), garantiscono al torrente una portata simile per tutto l'anno.
Ma le sorgenti ufficiali del Torrente Tagliole si trovano sotto il massiccio del Monte Rondinaio, nella conca di alta quota del Lago Turchino, in un paesaggio ad alto valore ambientale.
Durante i primi due chilometri il corso d'acqua percorre la valle denominata Costa del Terzino, tra 1600 a 1400 metri d'altezza. Dopo aver ricevuto l'affluente Fosso del Terzino. Prosegue nella più grande e ampia Costa Femminamorta, in cui riceve molti corsi d'acqua provenienti dai laghi della zona quali il Fosso Baccio, il Fosso Santo e il Fosso del Balzone, tra i 1300 e 1100 metri d'altezza.
Il Torrente riceve poi il Fosso dei Bifolchi, in prossimità dei 1000 m s.l.m., presso il Balzo delle Rose . Da qui in poi scava la Valle delle Tagliole, che continua fino alla confluenza con il Torrente Scoltenna a Pievepelago; il letto si fa più ampio e più profondo, la portata media aumenta considerevolmente. Ha quindi inizio il basso corso del fiume.

### Corso inferiore
Il corso inferiore del Torrente Tagliole è lungo circa 6,5 km. In questo tratto del suo percorso il fiume aumenta man mano la sua portata, attraversando importanti centri e località del comune di Pievepelago. Il torrente scende con una pendenza molto minore rispetto al suo corso superiore di circa 30 metri ogni chilometro, nella boscosa e suggestiva Valle delle Tagliole.
A nove km dalle sorgenti il corso d'acqua attraversa la frazione di Tagliole, da cui ha preso il nome omonimo. Il torrente prosegue ricevendo il Fosso della Capanna. Dopo il Rio Grande, affluente ricevuto un chilometro dopo Tagliole, gli immissari diminuiscono da ogni lato della valle per due principali motivi:
- A sinistra la causa è la vicinanza dal Rio Perticara, da Sant'Annapelago;
- A destra il motivo è il Monte Modino, che torreggiando a pochi km dal fiume, non permette che gli affluenti siano troppo lunghi.

Il corso d'acqua attraversa infine Ponte Modino, importante località dedicata alla pesca sportiva. Qui la Strada statale 12 dell'Abetone e del Brennero attraversa il torrente, prima che questo si immetta nello Scoltenna, raddoppiando quasi la sua portata.

## Affluenti

### Corso superiore

#### A sinistra della foce
- Fosso del Balzone, 2,8 km;
- Fosso Baccio, 3 km;
- Rio Santo, 3,2 km;
- Rio Monterocchi, 1,9 km.

#### A destra della foce
- Fosso Terzino, 3,2 km;
- Fosso dei Bifolchi, 3,4 km;
- Fosso Costa Alpicella, 1,5 km.

### Corso inferiore

#### A sinistra della foce
- Fosso Pian dei Remi, 1,2 km;
- Fosso proveniente da loc.Fontana degli Aseri, 2,5 km;
- Fosso della Capanna, 1,5 km;
- Rio Grande, 2 km;
- Fosso proveniente da loc.Ca' di Paretto, 2,2 km.

#### A destra della foce
- Fosso del Fontanone, 3 km;
- Fosso proveniente dal loc.Ronchi, 1,5 km;
- Fosso Borellina, 1,5 km.

## Luoghi attraversati

### Corso superiore
- Pian d'Antenna, 1237 m s.l.m.;

### Corso inferiore
- Località Ca' di Gallo
- Località Ca di Galasca
- Fontana dei Passi
- Località Fatalcina
- Località Casale Bottega
- Tagliole.